# Frihetsplatsen
Frihetsplatsen (Armenian: Ազատության հրապարակ, Azatut'yan hraparak), fram till 1991 kallad Operaplatsen eller Teaterplatsen (Թատերական հրապարակ, T'aterakan hraparak), är ett torg i Kentrondistriktet i Jerevan i Armenien. Platsen ligger strax söder om Jerevans operahus, mellan operaparken och Svansjön, inte långt ifrån Kaskaden. Den kantas av fyra gator, Tumanjangatan, Terjangatan, Sayat Nova-avenyn och Mashtotsavenyn. På torget finns statyer av kompositören Aram Chatjaturjan, författaren Hovhannes Tumanjan och kompositören Alexander Spendiaryan. Frihetsplatsen och Republikens plats är de mest kända av centrala Jerevans offentliga platser.
Frihetsplatsen är en populär samlingsplats och eftersom den ofta används i samband med olika demonstrationer, benämns den också som en "symbol för demokratin" i Armenien. Det har dock förekommit under politiskt oroliga tider att platsen hållits avspärrad mot folksamlingar.
Torget rymmer uppskattningsvis 45 000–50 000 personer. Det finns ett flervåningsgarage för upp till 500 bilar under torget, färdigställt 2010.